# Jim Bakken
James LeRoy Bakken (* 2. November 1940 in Madison, Wisconsin) ist ein ehemaliger US-amerikanischer American-Football-Spieler. Er spielte als Punter und Kicker in der National Football League (NFL).

## Laufbahn
Bakken spielte zunächst an der University of Wisconsin in Madison und wurde in der NFL Draft 1962 durch die St. Louis Cardinals in der siebten Runde an 88. Stelle gezogen. Bakken spielte 17 Jahre für die Cardinals. 1967 konnte er in einem Spiel 7 Fieldgoals schießen, dies stellte bis 2007 ein Ligarekord in der NFL dar. 1974 zog er mit seinem Team in die Play-offs ein, wo man allerdings frühzeitig den Minnesota Vikings mit 30:14 unterlag. Bakken konnte zwei Point after Touchdowns erzielen. Im Jahr darauf scheiterten die Cardinals in den Play-offs an den Los Angeles Rams mit 35:23. Bakken verwandelte ein Fieldgoal und erzielte zwei Extrapunkte.
Insgesamt konnte er 282 Fieldgoals während seiner Laufbahn erzielen. Vereinzelt wurde Bakken auch als Punter eingesetzt. Nach der Saison 1978 beendete er seine Laufbahn und hatte zum damaligen Zeitpunkt die drittmeisten Punkte in der NFL erzielt. Aktuell (Dezember 2019) steht er auf Platz 33 der NFL-Rangliste bei den meisten erzielten Punkte in einer Profikarriere.

## Ehrungen
Jim Bakken spielte viermal im Pro Bowl, dem Abschlussspiel der besten Spieler einer Saison. Er wurde fünfmal zum All-Pro gewählt und ist Mitglied in der WFCA Hall of Fame, in der Missouri Sports Hall of Fame, in dem NFL 1960s All-Decade Team und in dem NFL 1970s All-Decade Team, sowie in der Athletic Hall of Fame seines Colleges und in der Madison Sports Hall of Fame.